# Bryobia pelerentsi
Bryobia pelerentsi är en spindeldjursart som beskrevs av Eyndhoven och Vacante 1985. Bryobia pelerentsi ingår i släktet Bryobia och familjen Tetranychidae. Inga underarter finns listade.